# Solène Avoulète
Solène Avoulète, née le 13 février 1999, est une taekwondoïste française.

## Carrière
Solène Avoulète est sacrée championne d'Europe espoirs des plus de 73 kg à deux reprises, en 2018 et en 2019.
Elle remporte la médaille de bronze des moins de 73 kg aux Championnats d'Europe 2022 à Manchester.
Elle est médaillée de bronze dans la catégorie des plus de 73 kg aux Jeux européens de 2023 à Krynica-Zdrój.